# Shavar Ross
Shavar Malik Ross (South Bronx, 4 de marzo de 1971) es un actor y cineasta estadounidense, reconocido por su papel recurrente como Dudley Johnson en la serie de televisión Diff'rent Strokes, como Alex "Weasel" en Family Matters y como "Reggie The Reckless" en la quinta entrega de la franquicia de Viernes 13, Friday the 13th: A New Beginning.

## Filmografía

### Cine
- 2003 - Soul to Take (corto)
- 1993 - Tina
- 1993 - Frogs! (telefilme)
- 1990 - ¿Tierra prometida? (telefilme)
- 1989 - Heart and Soul (corto)
- 1986 - Native Son
- 1985 - Star Fairies (telefilme)
- 1985 - Viernes 13, parte V: Un nuevo comienzo
- 1984 - The House of Dies Drear (telefilme)
- 1984 - Booker (telefilme)
- 1982 - To Climb a Mountain (telefilme)
- 1980 - Scout's Honor (telefilme)

### Televisión
- 2008 - Chocolate News
- 1998 - The Steve Harvey Show
- 1995 - Chicago Hope
- 1994 - On Our Own
- 1992 - Cosas de casa
- 1992 - El príncipe de Bel-Air
- 1991 - Belleza y poder
- 1991 - Los problemas crecen
- 1989 - Amen
- 1989 - Chicas con clase
- 1988 - La bella y la bestia
- 1986 - Magnum, P.I.
- 1986 - Diff'rent Strokes
- 1985 - Punky Brewster
- 1985 - MacGyver
- 1984 - Challenge of the GoBots
- 1983 - The Little Rascals
- 1983 - Vacaciones en el mar
- 1982 - Mork & Mindy/Laverne & Shirley/Fonz Hour
- 1982 - The Billy Crystal Comedy Hour
- 1981 - Alicia
- 1981 - Benson
- 1980 - La sombra blanca
- 1980 - House Calls